# Gajah Makmur (Sungai Menang)
Gajah Makmur is een bestuurslaag in het regentschap Ogan Komering Ilir van de provincie Zuid-Sumatra, Indonesië. Gajah Makmur telt 1031 inwoners (volkstelling 2010).